# Décès en mars 2016
Décès
- 2012
- 2013
- 2014
- 2015
- 2016
- 2017
- 2018
- 2019
- 2020

Pour une information complémentaire, voir la page d'aide.

| Date     | Nom                           | Activités                                                                                              | Âge   | Source |
| -------- | ----------------------------- | --- | ----- | ------ |
| 1er mars | Ítalo Estupiñán               | Footballeur international équatorien.                                                                  | 64    | (es)   |
| 1er mars | Jean Miotte                   | Artiste peintre français.                                                                              | 89    |        |
| 1er mars | Tony Warren                   | Scénariste britannique.                                                                                | 78    |        |
| 2 mars   | Janusz Bolonek                | Prélat catholique et diplomate polonais.                                                               | 77    | (pl)   |
| 2 mars   | Jean Georges de Hohenzollern  | Historien de l'art et prince allemand.                                                                 | 83    | (de)   |
| 2 mars   | Benoît Lacroix                | Prêtre dominicain, médiéviste, professeur émérite québécois.                                           | 100   |        |
| 2 mars   | Allan Michaelsen              | Footballeur danois.                                                                                    | 68    | (da)   |
| 3 mars   | Jeanine Beaubien              | Femme de théâtre québécoise.                                                                           | 96    |        |
| 3 mars   | Berta Cáceres                 | Militante écologiste hondurienne.                                                                      | 42    |        |
| 3 mars   | Sophie Dessus                 | Femme politique française.                                                                             | 60    |        |
| 3 mars   | Eiji Ezaki                    | Catcheur japonais.                                                                                     | 47    | (en)   |
| 3 mars   | Yves Guéna                    | Homme politique et écrivain français.                                                                  | 93    |        |
| 3 mars   | Romain Guyot                  | Coureur cycliste français.                                                                             | 23    |        |
| 3 mars   | Natalia Kratchkovskaïa        | Actrice soviétique puis russe.                                                                         | 77    | (en)   |
| 3 mars   | Charles Paccou                | Homme politique français.                                                                              | 91    |        |
| 3 mars   | Sarah Tait                    | Rameuse australienne, médaillée d'argent aux Jeux olympiques d'été de 2012.                            | 33    |        |
| 4 mars   | Bud Collins                   | Journaliste et commentateur sportif américain.                                                         | 86    | (en)   |
| 4 mars   | Pat Conroy                    | Romancier américain.                                                                                   | 70    | (en)   |
| 4 mars   | Tony Dyson                    | Producteur d'effets spéciaux britannique.                                                              | 68    | (en)   |
| 4 mars   | Patrick Floersheim            | Acteur, adaptateur, directeur artistique, traducteur et formateur de doublage français.                | 71    |        |
| 4 mars   | Vincenzo Franco (en)          | Prélat catholique italien.                                                                             | 98    | (it)   |
| 4 mars   | Sabine Monirys                | Sculptrice, illustratrice, plasticienne et peintre française.                                          | 79    |        |
| 4 mars   | P. A. Sangma                  | Homme politique indien.                                                                                | 68    | (en)   |
| 4 mars   | Vladimir Yumin                | Lutteur soviétique, champion aux Jeux olympiques d'été de 1976.                                        | 64    | (ru)   |
| 5 mars   | Antoni Asunción               | Homme politique espagnol.                                                                              | 64    | (es)   |
| 5 mars   | Pancho Gonzales               | Joueur puis entraîneur franco-argentin de football.                                                    | 89    |        |
| 5 mars   | Nikolaus Harnoncourt          | Chef d'orchestre autrichien.                                                                           | 86    |        |
| 5 mars   | Rafael Squirru                | Poète et conférencier argentin.                                                                        | 90    | (es)   |
| 5 mars   | Ray Tomlinson                 | Ingénieur en informatique américain.                                                                   | 74    | (en)   |
| 5 mars   | Al Wistert                    | Joueur de Foot U.S. américain.                                                                         | 95    | (en)   |
| 5 mars   | Hassan al-Tourabi             | Homme politique soudanais.                                                                             | 84    | (en)   |
| 6 mars   | Paolo Giglio                  | Prélat catholique et diplomate polonais.                                                               | 89    | (en)   |
| 6 mars   | Joseph Kumuondala Mbimba (de) | Prélat catholique congolais.                                                                           | 75    |        |
| 6 mars   | Nancy Reagan                  | Actrice américaine, veuve du président des États-Unis Ronald Reagan.                                   | 94    |        |
| 6 mars   | Akira Tago                    | Psychologue japonais.                                                                                  | 90    | (en)   |
| 7 mars   | Michèle Andal                 | Peintre et graveuse française.                                                                         | 84    |        |
| 7 mars   | Pierre Bourson                | Homme politique français.                                                                              | 89    |        |
| 7 mars   | Min Enze                      | Ingénieur chinois.                                                                                     | 92    | (zh)   |
| 7 mars   | Michel Jaouen                 | Prêtre jésuite et navigateur français.                                                                 | 95    |        |
| 7 mars   | Béla Kuhárszki                | Footballeur hongrois.                                                                                  | 75    | (hu)   |
| 7 mars   | Jean-Bernard Raimond          | Diplomate et homme politique français, ministre des affaires étrangères (1986-1988).                   | 90    |        |
| 8 mars   | Richard Davalos               | Acteur américain.                                                                                      | 85    | (en)   |
| 8 mars   | David S. Johnson              | Ingénieur en informatique américain.                                                                   | 70    | (en)   |
| 8 mars   | Jack Jones                    | Joueur de water-polo britannique.                                                                      | 90    | (en)   |
| 8 mars   | Esko Karhunen                 | Basketteur finlandais.                                                                                 | 88    | (fi)   |
| 8 mars   | George Martin                 | Producteur de musique britannique.                                                                     | 90    |        |
| 9 mars   | Sergio Arellano Stark         | Militaire chilien.                                                                                     | 95    | (en)   |
| 9 mars   | Robert Bourdon                | Centenaire français.                                                                                   | 109   |        |
| 9 mars   | Léon Francioli                | Contrebassiste et violoncelliste suisse.                                                               | 69    |        |
| 9 mars   | Claire Franek                 | Auteure et illustratrice française.                                                                    | 49    |        |
| 9 mars   | William Russell Houck (en)    | Prélat catholique américain.                                                                           | 89    | (en)   |
| 9 mars   | Clyde Lovellette              | Basketteur américain, champion aux Jeux olympiques d'été de 1952.                                      | 86    | (en)   |
| 9 mars   | Antônio Moser (pt)            | Prêtre franciscain, théologien et éditeur brésilien.                                                   | 75    |        |
| 9 mars   | Armindo Tomba                 | Journaliste et homme politique santoméen.                                                              |       | (pt)   |
| 9 mars   | Naná Vasconcelos              | Percussionniste brésilien.                                                                             | 71    | (pt)   |
| 10 mars  | Ken Adam                      | Chef décorateur britannique.                                                                           | 95    | (en)   |
| 10 mars  | Ernestine Anderson            | Chanteuse de jazz américaine.                                                                          | 87    | (en)   |
| 10 mars  | Anita Brookner                | Romancière et essayiste anglaise.                                                                      | 87    |        |
| 10 mars  | Keith Emerson                 | Claviériste britannique.                                                                               | 71    |        |
| 10 mars  | Claude Estier                 | Homme politique français.                                                                              | 90    |        |
| 10 mars  | Bill Gadsby                   | Hockeyeur sur glace puis entraîneur canadien.                                                          | 88    | (en)   |
| 10 mars  | Andreas Henrisusanta          | Prélat catholique indonésien.                                                                          | 80    | (en)   |
| 10 mars  | Jacques Mahieux               | Musicien de jazz français.                                                                             | 69    |        |
| 10 mars  | Roberto Perfumo               | Footballeur argentin.                                                                                  | 73    | (es)   |
| 11 mars  | Iolanda Balaş                 | Athlète roumaine, championne olympique (1960, 1964).                                                   | 79    |        |
| 11 mars  | François-Eudes Chanfrault     | Compositeur français.                                                                                  | 41    |        |
| 11 mars  | Damien Fèvre                  | Rugbyman français.                                                                                     | 31    |        |
| 11 mars  | Doreen Massey                 | Géographe et chercheuse en sciences humaines et sociales britannique.                                  | 71    | (en)   |
| 11 mars  | Nicole Maurey                 | Actrice française.                                                                                     | 89    |        |
| 11 mars  | Dragan Nikolić                | Acteur serbe.                                                                                          | 85    | (en)   |
| 11 mars  | Billy Ritchie                 | Footballeur écossais.                                                                                  | 79    | (en)   |
| 11 mars  | Jean-Marie Rodon              | Exploitant de salles de cinéma et un distributeur de films français.                                   | 77    |        |
| 11 mars  | Jacques Salvator              | Homme politique français.                                                                              | 67    |        |
| 11 mars  | Roger Tabra                   | Parolier québécois d'origine française.                                                                | 66    |        |
| 11 mars  | Gilbert Tiberghien            | Acteur et metteur en scène français.                                                                   | 66    |        |
| 12 mars  | Lloyd Shapley                 | Mathématicien et économiste américain, Prix Nobel (2012).                                              | 92    | (en)   |
| 13 mars  | Ken Broderick                 | Joueur de hockey sur glace canadien, médaillé de bronze aux Jeux olympiques d'hiver de 1968.           | 74    | (en)   |
| 13 mars  | Adrienne Corri                | Actrice écossaise.                                                                                     | 85    | (en)   |
| 13 mars  | Masanobu Deme                 | Réalisateur japonais.                                                                                  | 83    | (ja)   |
| 13 mars  | Hilary Putnam                 | Philosophe américain.                                                                                  | 89    |        |
| 14 mars  | Peter Maxwell Davies          | Compositeur et chef d'orchestre britannique.                                                           | 81    |        |
| 14 mars  | Riccardo Garrone              | Acteur italien.                                                                                        | 89    | (it)   |
| 14 mars  | Davy Walsh                    | Footballeur international irlandais.                                                                   | 92    | (en)   |
| 15 mars  | Jacqueline Alduy              | Femme politique française.                                                                             | 92    |        |
| 15 mars  | Sylvia Anderson               | Productrice de télévision britannique.                                                                 | 88    | (en)   |
| 15 mars  | Jacqueline Aubry              | Voyante française des apparitions mariales de L'Île-Bouchard.                                          | 80    |        |
| 15 mars  | Jean-Pierre Bagot             | Acteur français.                                                                                       | 72    |        |
| 15 mars  | Asa Briggs                    | Historien britannique.                                                                                 | 94    | (en)   |
| 15 mars  | Richard Burke                 | Homme politique irlandais.                                                                             | 83    | (en)   |
| 15 mars  | Guy-Pierre Cabanel            | Homme politique français.                                                                              | 88    |        |
| 15 mars  | Daryl Coley                   | Pasteur et chanteur de gospel américain.                                                               | 60    | (en)   |
| 15 mars  | Jean Defraigne                | Homme politique belge.                                                                                 | 86    |        |
| 15 mars  | Serge Kampf                   | Entrepreneur français.                                                                                 | 81    |        |
| 15 mars  | Hans Krollmann                | Homme politique allemand.                                                                              | 86    | (de)   |
| 15 mars  | Paul Lange                    | Kayakiste allemand.                                                                                    | 85    | (de)   |
| 15 mars  | Seru Rabeni                   | Rugbyman fidjien.                                                                                      | 37    |        |
| 16 mars  | Michel Blairet                | Dirigeant sportif français.                                                                            | 88    |        |
| 16 mars  | He Youzhi                     | Auteur de bandes dessinées chinois.                                                                    | 94    |        |
| 16 mars  | Francesca Pometta             | Diplomate suisse.                                                                                      | 89    |        |
| 16 mars  | Gene Short                    | Basketteur américain.                                                                                  | 62    | (en)   |
| 16 mars  | Georges Tarabichi             | Linguiste, écrivain et traducteur syrien.                                                              | 77    | (en)   |
| 17 mars  | Shozo Awazu                   | Judoka français.                                                                                       | 92    |        |
| 17 mars  | Meïr Dagan                    | Militaire israélien.                                                                                   | 71    | (en)   |
| 17 mars  | Denise Desjardins             | Femme de lettres et peintre française.                                                                 | 93    |        |
| 17 mars  | Larry Drake                   | Acteur américain.                                                                                      | 66    | (en)   |
| 17 mars  | Solomon Marcus                | Mathématicien roumain.                                                                                 | 91    | (en)   |
| 17 mars  | Jean Prodromidès              | Compositeur de musique français.                                                                       | 88    |        |
| 17 mars  | Jun Shiraoka                  | Photographe japonais.                                                                                  | 71    | (ja)   |
| 18 mars  | Jan Němec                     | Réalisateur tchécoslovaque.                                                                            | 79    | (cs)   |
| 18 mars  | Joe Santos                    | Acteur américain.                                                                                      | 84    | (en)   |
| 18 mars  | Lothar Späth                  | Homme politique allemand.                                                                              | 78    | (de)   |
| 18 mars  | Les Tanyuk                    | Réalisateur ukrainien.                                                                                 | 77    | (uk)   |
| 18 mars  | Melody Millicent Danquah      | Première pilote d'avion ghanéenne.                                                                     | 79    | (en)   |
| 18 mars  | Guido Westerwelle             | Homme politique allemand.                                                                              | 54    |        |
| 19 mars  | José Luis Artetxe             | Footballeur espagnol.                                                                                  | 85    | (en)   |
| 19 mars  | John Cannon                   | Rugbyman canadien.                                                                                     | 35    |        |
| 19 mars  | Max Marest                    | Homme politique français.                                                                              | 86    |        |
| 20 mars  | Anker Jørgensen               | Homme politique danois, Premier ministre (1972-1973, 1975-1982).                                       | 93    | (en)   |
| 21 mars  | Andrew Grove                  | Chef d'entreprise américain, cofondateur d'Intel.                                                      | 79    |        |
| 21 mars  | Joseph Mercieca               | Prélat catholique maltais.                                                                             | 87    | (en)   |
| 21 mars  | Tomás de Mattos               | Avocat, journaliste et écrivain uruguayen.                                                             | 68    | (en)   |
| 22 mars  | Richard Bradford              | Acteur américain.                                                                                      | 81    | (en)   |
| 22 mars  | André Brincourt               | Écrivain et journaliste français.                                                                      | 95    |        |
| 22 mars  | Jean Cornelis                 | Footballeur belge.                                                                                     | 74    | (en)   |
| 22 mars  | Louise Étienne                | Chanteuse française.                                                                                   | 91    |        |
| 22 mars  | Rob Ford                      | Homme politique canadien, maire de Toronto (2010-2014).                                                | 46    |        |
| 22 mars  | Rita Gam                      | Actrice américaine.                                                                                    | 88    | (en)   |
| 22 mars  | Aarne Honkavaara              | Joueur de hockey sur glace puis entraîneur finlandais.                                                 | 91    | (fi)   |
| 22 mars  | Eli Louw                      | Homme politique sud-africain, ancien ministre.                                                         | 88    | (af)   |
| 22 mars  | Phife Dawg                    | Chanteur de rap américain.                                                                             | 45    |        |
| 23 mars  | François Cloutier             | Médecin psychiatre, animateur radio, puis homme politique (1970-1976) québécois.                       | 93    |        |
| 23 mars  | Joe Garagiola, fils           | Joueur de baseball et commentateur sportif américain.                                                  | 90    | (en)   |
| 23 mars  | Jim Hillyer                   | Homme politique canadien.                                                                              | 41    | (en)   |
| 23 mars  | Ken Howard                    | Acteur américain.                                                                                      | 71    | (en)   |
| 23 mars  | Aubert Mukendi                | Homme politique congolais.                                                                             | 80    |        |
| 23 mars  | Jimmy Riley                   | Chanteur de ska, rocksteady et reggae jamaïcain.                                                       | 61    | (en)   |
| 24 mars  | Margaret Blye                 | Actrice américaine.                                                                                    | 73    | (en)   |
| 24 mars  | Roger Cicero                  | Chanteur de jazz allemand.                                                                             | 45    | (de)   |
| 24 mars  | Johan Cruyff                  | Joueur et entraîneur néerlandais de football.                                                          | 68    |        |
| 24 mars  | Earl Hamner, Jr.              | Scénariste et producteur américain.                                                                    | 92    | (en)   |
| 24 mars  | Claire Kirkland               | Avocate, femme politique, puis juge québécoise.                                                        | 91    |        |
| 24 mars  | Garry Shandling               | Acteur, scénariste, producteur et réalisateur américain.                                               | 66    |        |
| 25 mars  | Abou Alaa al-Afari            | Chef djihadiste de l'État islamique irakien.                                                           | 57-58 |        |
| 25 mars  | Raúl Cárdenas                 | Joueur et entraîneur mexicain de football.                                                             | 86    | (es)   |
| 25 mars  | Angela Goodwin                | Actrice italienne.                                                                                     | 90    | (it)   |
| 25 mars  | Raymond Kojitsky              | Résistant français.                                                                                    | 89    |        |
| 25 mars  | Paolo Poli                    | Acteur italien.                                                                                        | 86    | (it)   |
| 25 mars  | Imre Pozsgay                  | Homme politique hongrois.                                                                              | 82    |        |
| 25 mars  | Lester Thurow                 | Économiste américain.                                                                                  | 77    |        |
| 26 mars  | Norm Hadley                   | Joueur de rugby à XV canadien.                                                                         | 51    | (en)   |
| 26 mars  | Jim Harrison                  | Écrivain américain.                                                                                    | 78    |        |
| 26 mars  | Édouard Leveau                | Député français de Seine-Maritime (1993-1998 et 2002-2007) et maire de Dieppe (2001-2008).             | 82    |        |
| 26 mars  | Igor Pashkevich               | Patineur artistique soviétique puis russe, ensuite azerbaïdjanais.                                     | 44    | (ru)   |
| 26 mars  | Andreas Peter Cornelius Sol   | Prélat catholique néerlandais et indonésien.                                                           | 100   | (en)   |
| 27 mars  | Mère Angelica                 | Religieuse et femme de télévision américaine.                                                          | 92    | (en)   |
| 27 mars  | José María Blázquez Martínez  | Historien et Académicien espagnol.                                                                     | 89    | (es)   |
| 27 mars  | Vince Boryla                  | Basketteur puis entraîneur et dirigeant sportif américain, champion aux Jeux olympiques d'été de 1948. | 89    | (en)   |
| 27 mars  | Judy-Joy Davies               | Nageuse australienne.                                                                                  | 87    | (en)   |
| 27 mars  | Alain Decaux                  | Écrivain, biographe, homme politique et homme de télévision français.                                  | 90    |        |
| 27 mars  | Antoine Demoitié              | Coureur cycliste belge.                                                                                | 25    |        |
| 28 mars  | Walter Crouter (en)           | Animateur de radio canadien.                                                                           | 92    |        |
| 28 mars  | Daan Myngheer                 | Coureur cycliste belge.                                                                                | 22    |        |
| 28 mars  | James Noble                   | Acteur américain.                                                                                      | 94    | (en)   |
| 28 mars  | Edmund Piątkowski             | Athlète de lancers de disque polonais.                                                                 | 80    | (en)   |
| 29 mars  | Jean Bissonnette              | Réalisateur et producteur de télévision québécois.                                                     | 81    |        |
| 29 mars  | Jean-Pierre Coffe             | Animateur de radio et de télévision, critique gastronomique, écrivain, cuisinier et comédien français. | 78    |        |
| 29 mars  | Patty Duke                    | Actrice américaine.                                                                                    | 69    | (en)   |
| 29 mars  | Jean Lapierre                 | Homme politique sitôt reçu avocat, puis chroniqueur politique québécois.                               | 59    |        |
| 30 mars  | Shirley Hufstedler            | Femme politique américaine.                                                                            | 90    | (en)   |
| 30 mars  | Bernard Lamarre               | Ingénieur et administrateur québécois, PDG de Lavalin (1962-1991).                                     | 84    |        |
| 30 mars  | Gianmaria Testa               | Chanteur italien.                                                                                      | 57    |        |
| 31 mars  | Aníbal Alzate                 | Footballeur colombien.                                                                                 | 83    | (es)   |
| 31 mars  | Béla Biszku                   | Homme politique hongrois.                                                                              | 94    | (hu)   |
| 31 mars  | Georges Cottier               | Cardinal suisse.                                                                                       | 93    |        |
| 31 mars  | Amaury Epaminondas            | Footballeur brésilien.                                                                                 | 80    | (es)   |
| 31 mars  | Hans-Dietrich Genscher        | Homme politique allemand.                                                                              | 89    |        |
| 31 mars  | Daniel Guici                  | Footballeur français.                                                                                  | 72    |        |
| 31 mars  | Zaha Hadid                    | Architecte irako-britannique, lauréate du prix Pritzker 2004.                                          | 65    |        |
| 31 mars  | Imre Kertész                  | Écrivain hongrois.                                                                                     | 86    | (en)   |
| 31 mars  | Fernando Mamede Mendes        | Footballeur portugais.                                                                                 | 78    | (pt)   |
| 31 mars  | Eugene Parker                 | Basketteur puis agent de joueurs américain.                                                            | 60    | (en)   |
| 31 mars  | Ronald Thibert                | Sculpteur québécois.                                                                                   | 74    |        |
| 31 mars  | Susanne Voigt                 | Sculptrice autrichienne.                                                                               | 88    | (de)   |
| 31 mars  | Douglas Wilmer                | Acteur britannique.                                                                                    | 96    | (en)   |